# Никад пољубљена
Никад пољубљена (енгл. Never Been Kissed) — амерички љубавно-хумористички филм из 1999. године, у режији Раџа Госнела, по сценарију Аби Кон и Марка Силверштајна. Главне улоге глуме: Дру Баримор, Џесика Алба, Дејвид Аркет, Мајкл Вартан, Лили Собијески, Џереми Џордан, Моли Шенон, Гари Маршал, Џон Рајли и Џејмс Франко.
Године 2020. Бариморова је поновила своју улогу из филма Никад пољубљена у емисији Шоу Дру Баримор.

## Радња
Џози Џелер (Дру Баримор) жели нешто више од живота. Као паметна двадесетпетогодишња службеница у угледним чикашким новинама, Чикаго Сан Тајмсу, чезне да постане новинарка. Џози је изузетно добро сналази у свом послу, али у стварном животу — као да је пала с Марса. Била је паметна бубалица у средњој школи, чудак до сржи — деца су је звала Дебељуца Џози и никад није имала озбиљну везу. Џози је с тугом размишљала како је никад нико није пољубио. Али, ситуација ће се променити, и то онако како није могла ни да претпостави, јер ће јој се испунити сан да постане новинарка. Њен први задатак је кошмар над кошмарима: мора да се маскира и оде у локалну средњу школу да би написала чланак о данашњим тинејџерима. Пошто је осам година старија од најстарије ученице у одељењу, Џози мора добро да се припреми за свој чланак — и потенцијалну нову љубав — док поново проживљава свој трауматичан период пубертета избегавајући притом средњошколске друштвене и емотивне нагазне мине.

## Улоге
| Глумац               | Улога            |
| -------------------- | ---------------- |
| Дру Баримор          | Џози Гелар       |
| Дејвид Аркет         | Роб Гелер        |
| Мајкл Вартан         | Сем Колсон       |
| Лили Собијески       | Алдис            |
| Моли Шенон           | Анита            |
| Џон Рајли            | Огастус Штраус   |
| Џереми Џордан        | Гај Перкинс      |
| Џесика Алба          | Кирстен Лиосис   |
| Џордан Лад           | Гиби Зерефски    |
| Марли Шелтон         | Кристин Дејвис   |
| Гари Маршал          | Ригфорт          |
| Џејмс Франко         | Џејсон           |
| Кори Хардрикт        | Пакер            |
| Дени Кирквуд         | Били Принс       |
| Мариса Џарет Винокур | Шејла            |
| Маја Маклофлин       | Лара             |
| Ђузепе Ендруз        | Деноминатор      |
| Алекс Соловиц        | Брет             |
| Октејвија Спенсер    | Синтија          |
| Бранден Вилијамс     | Томи             |
| Крес Вилијамс        | Џорџ             |
| Шон Вејлен           | Меркин           |
| Марта Хакет          | госпођа Нокс     |
| Џени Бикс            | госпођица Хаскел |
| Кејти Лансдејл       | Трејси           |